# Anton Schroll
Anton Schroll (* 30. Mai 1854 in Bielitz, Österreichisch-Schlesien; † 7. November 1919 in Graz) war ein österreichischer Verleger.

## Leben

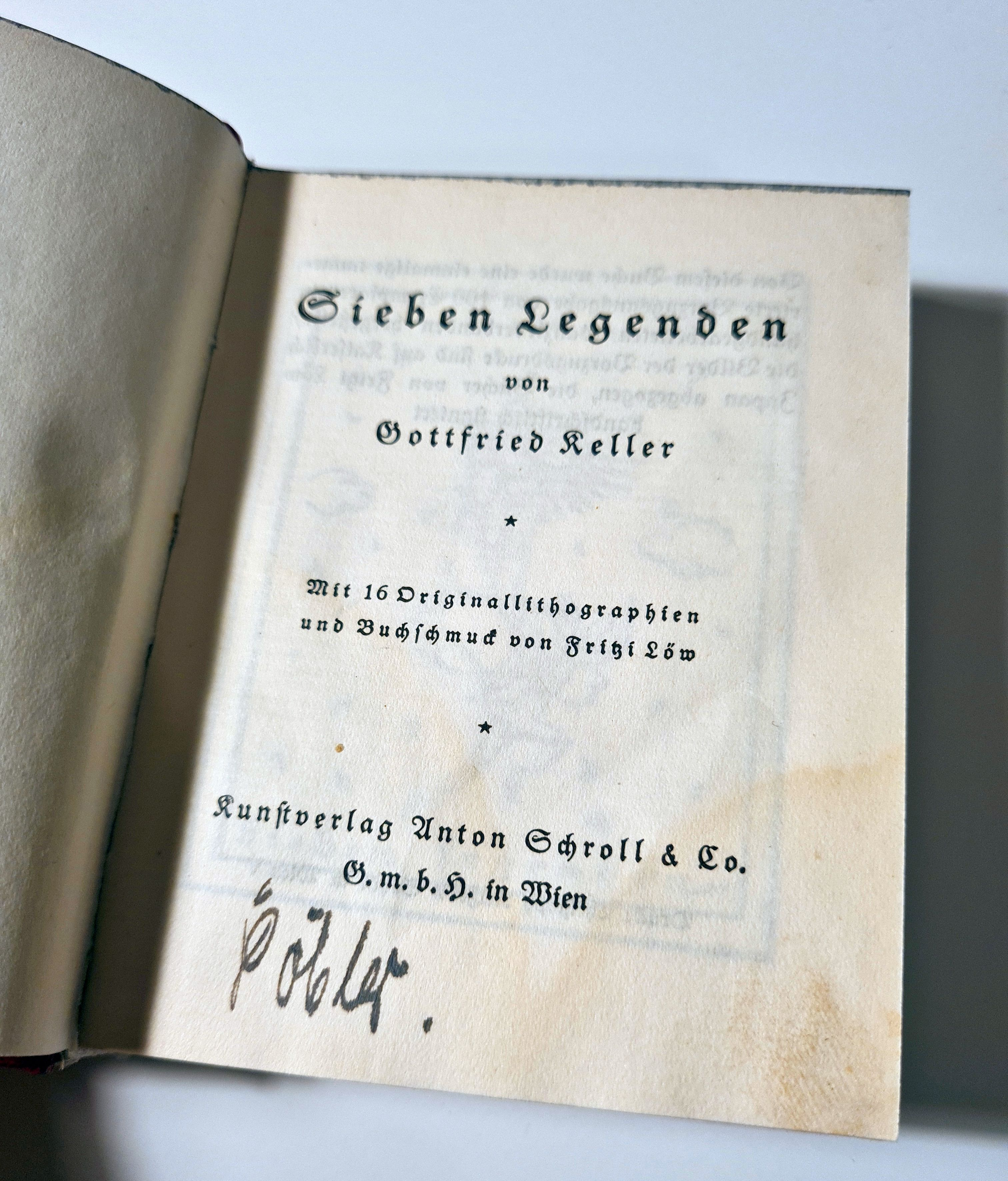
Titelblatt von Gottfried Kellers Sieben Legenden, erschienen im Kunstverlag Anton Schroll circa 1920

Anton Schroll, Sohn eines evangelischen Pastors, erlernte das Buchhändlergewerbe in Österreich, Deutschland und der Schweiz. Am 17. Januar 1884 gründete er mit Paul Krebs aus Berlin als Teilhaber den Verlag Anton Schroll & Co. Krebs schied 1899 aus dem Verlag aus. Der Verlag wurde bald zu einem der führenden Kunstbuchverlage und war insbesondere wichtig für die Propagierung des Wiener Jugendstils. Anton Schroll zog sich 1913 von der Führung des Verlages zurück. Der Verlag ging danach teilweise, 1931 vollständig in den Besitz der Drucker- und Verlegerfamilie Reisser über.